# 普拉塔波利斯
普拉塔波利斯是巴西米纳斯吉拉斯州的一个市镇。总面积214.345平方公里，总人口8653人，人口密度40.4人/平方公里。